# جیسون دوهرینگ
جیسون دوهرینگ (به انگلیسی: Jason Dohring) (زاده ۳۰ مارس ۱۹۸۲) بازیگر آمریکایی است.
از فیلم‌های معروف او می‌توان به بازی در فیلم ورونیکا مارس، پیام آوران، در جستجوی سانی، تأثیر عمیق و اصیل‌ها اشاره کرد.